# Gelis problemator
Gelis problemator är en stekelart som beskrevs av Aubert 1989. Gelis problemator ingår i släktet Gelis och familjen brokparasitsteklar. Arten är reproducerande i Sverige. Inga underarter finns listade i Catalogue of Life.